# Morada do Vale (Coronel Fabriciano)
Morada do Vale é um bairro do município brasileiro de Coronel Fabriciano, no interior do estado de Minas Gerais. Localiza-se no distrito-sede, estando situado no Setor 2. Segundo o censo demográfico de 2022, realizado pelo Instituto Brasileiro de Geografia e Estatística (IBGE), sua população era de 4 965 habitantes e havia 1 749 domicílios particulares permanentes ocupados. Trata-se então do segundo bairro mais populoso do município, atrás apenas do Amaro Lanari.
De acordo com o IBGE, em 2010 a população era de 4 621 habitantes e havia 1 447 domicílios particulares.
A área onde o atual bairro está situado pertencia originalmente à Arquidiocese de Mariana, até ser loteada na década de 1970. Seu nome é uma referência ao Vale do Aço e foi sugerido pelo primeiro morador da localidade, José Custódio, natural de Caratinga.
Segundo o IBGE, possui uma área considerada como favela e comunidade urbana, que tinha 4 846 habitantes juntamente com o bairro Vila Maria Linhares em 2022. Essa era a favela mais populosa da cidade.

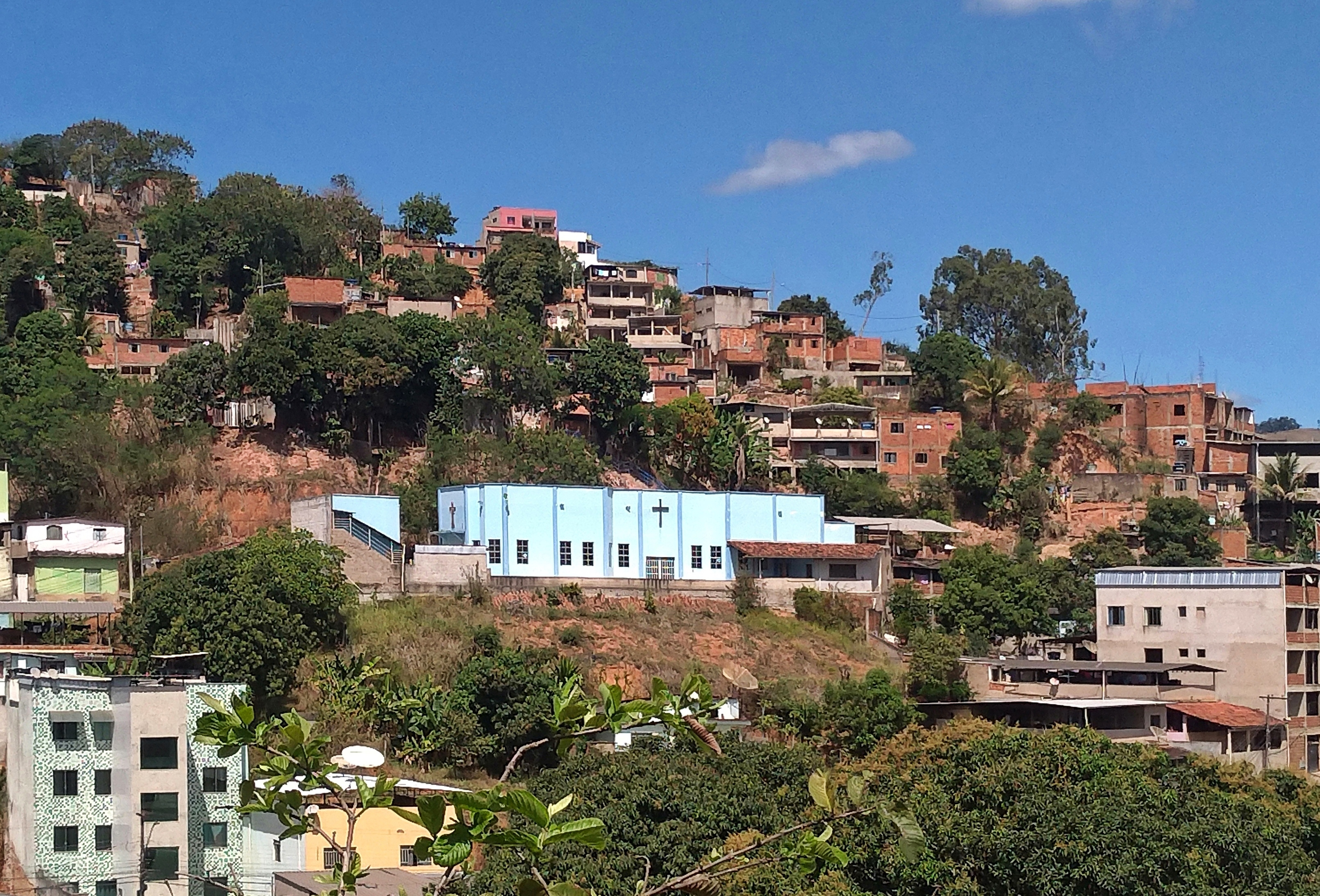
Vista parcial do bairro com a Igreja Nossa Senhora Aparecida em destaque
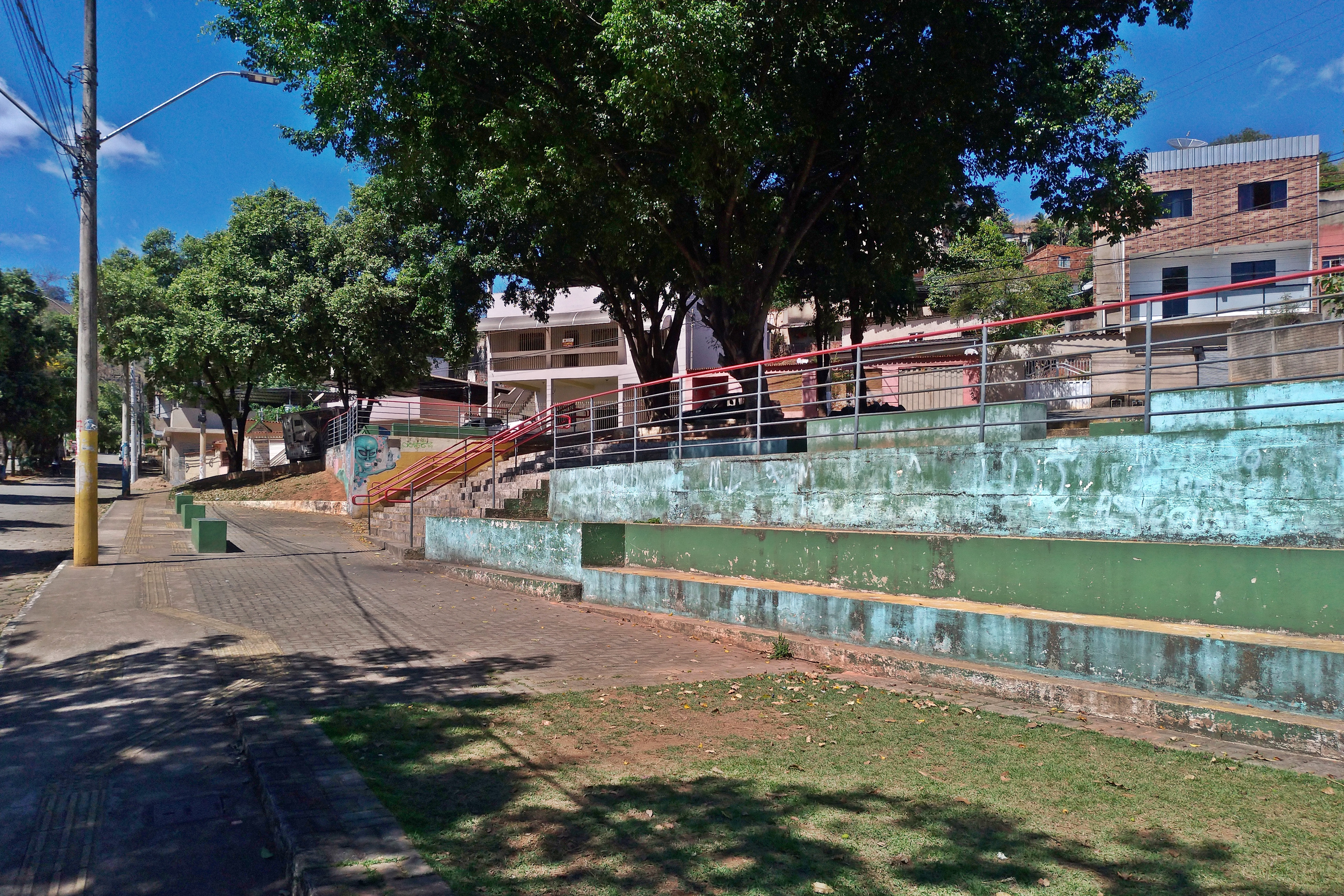
Praça Leonídio Carneiro de Aredes
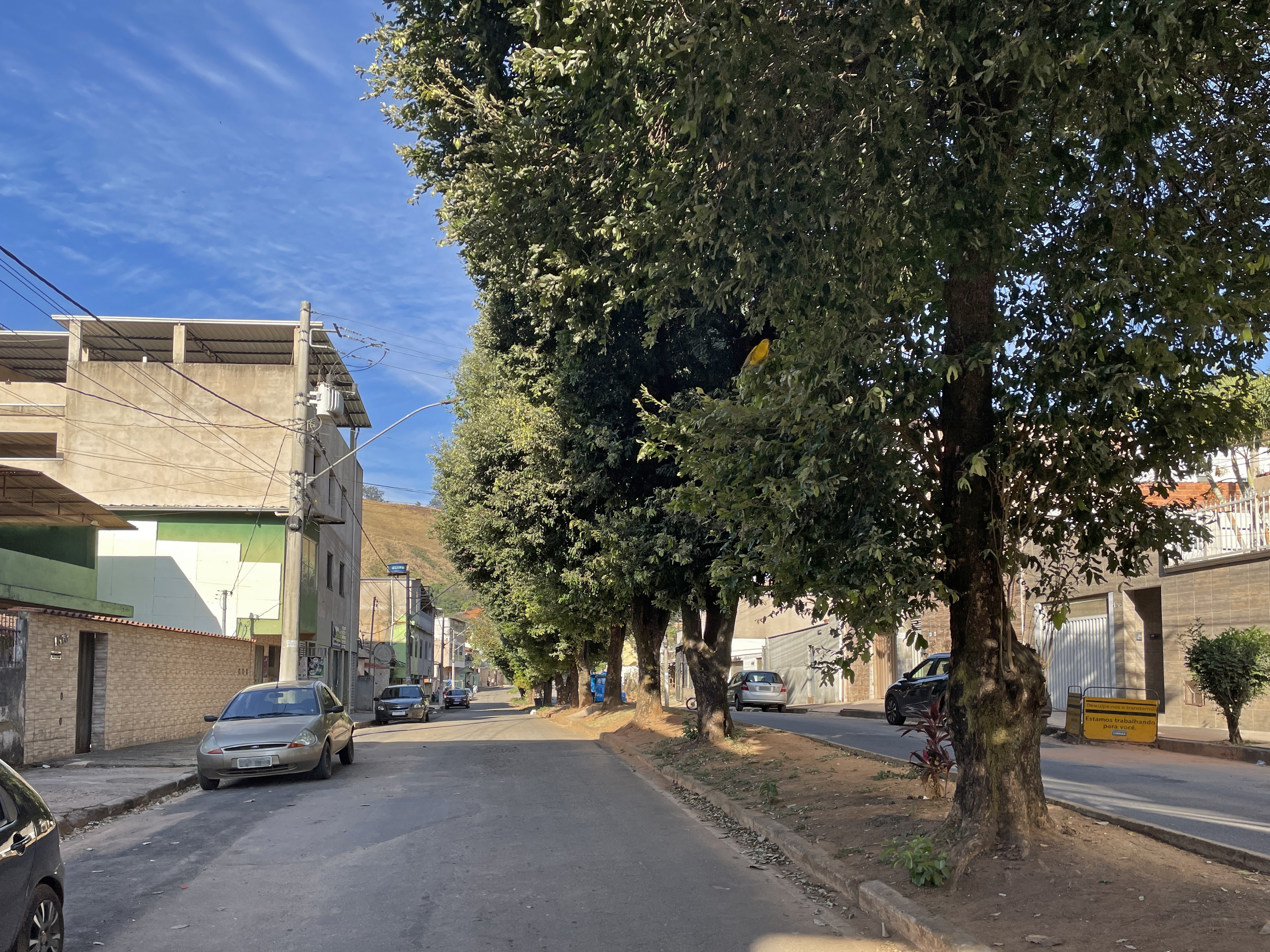
Trecho da Avenida Atlântica, principal via do bairro.
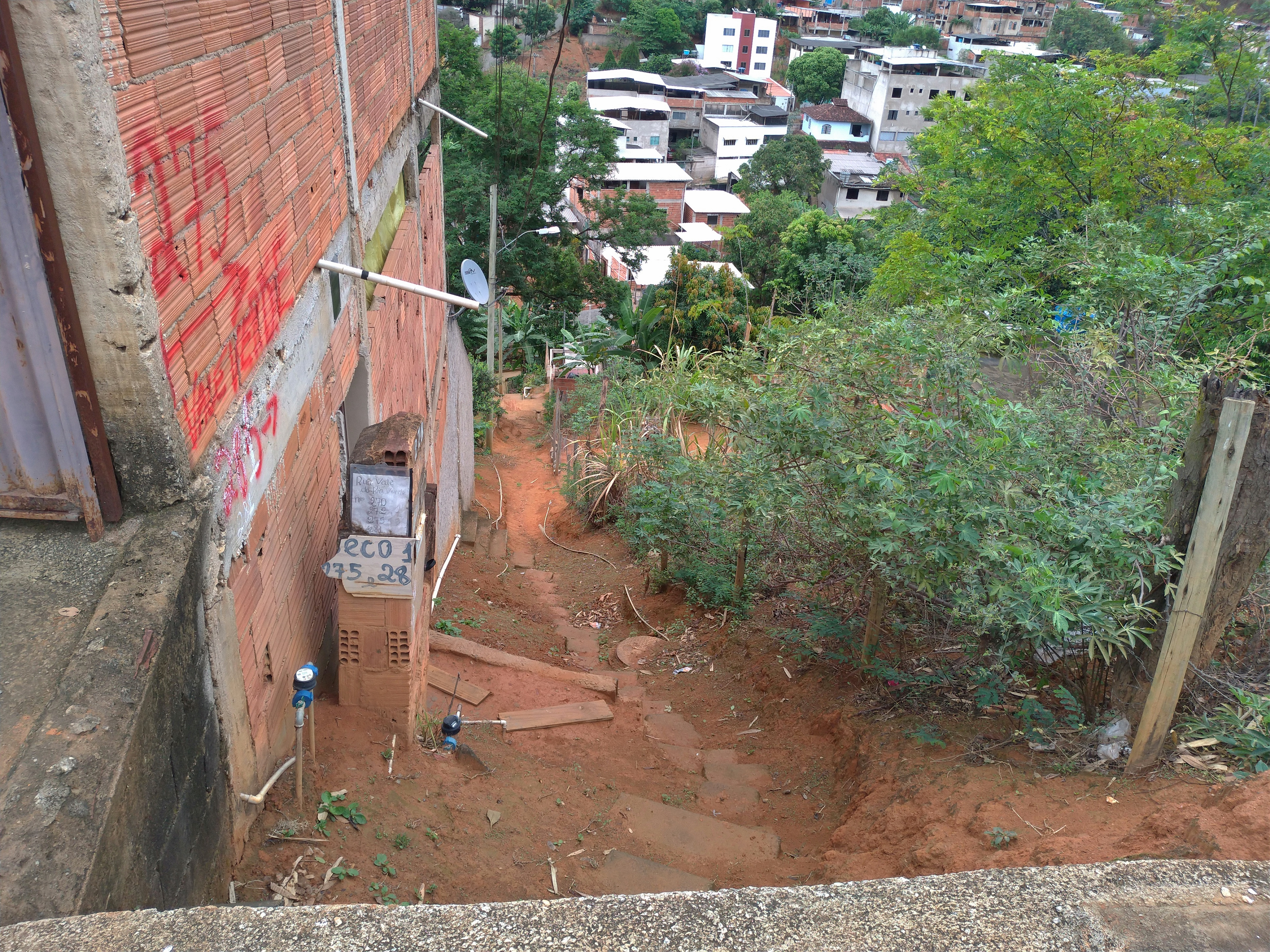
Beco improvisado no Morada do Vale